# Jérémy Le Douaron
Jérémy Le Douaron (* 21. April 1998) ist ein französischer Fußballspieler, der aktuell beim FC Palermo in der Serie B unter Vertrag steht.

## Karriere
Le Douaron begann seine fußballerische Karriere bei Stade Briochin. 2017 erhielt er dort seinen Profivertrag bis Juni 2020. Sein Debüt in der National 2 gab er am 17. März 2018 (23. Spieltag) nach Einwechslung in der 83. Minute gegen Fontenay. Bei seinem nächsten Einsatz am 28. April 2018 (28. Spieltag) stand er in der Startelf und schoss gegen den FC Mantes sein erstes Tor kurz vor der Halbzeitpause. Diese beiden Einsätze waren allerdings auch seine einzigen 2017/18. In der Folgesaison traf er bereits sieben Mal in 27 Spielen in der vierten französischen Spielklasse.
2019/20 wiederum waren es acht Tore in 17 Partien. Damit traf er fast in jedem zweiten Spiel und weckte damit das Interesse der Ligue 1.
Daraufhin wechselte er im Sommer 2020 ablösefrei in die Ligue 1 zu Stade Brest. Sein Profidebüt gab er am 23. August 2020 (1. Spieltag), als er gegen Olympique Nîmes in der Startelf stand. Am 3. Februar 2021 (23. Spieltag) schoss er gegen Racing Straßburg sein erstes Tor im Profibereich, indem er in der Nachspielzeit den 2:2-Ausgleich erzielte. In seiner ersten Profisaison war er jedoch nicht zwingend gesetzt und kam häufig nur von der Bank ins Spiel.
Im August 2024 wechselte er zum FC Palermo in die italienische Serie B.